# おたくの娘さん
『おたくの娘さん』（おたくのむすめさん）は、すたひろによる日本の漫画作品。

## 概要
当初は作者のウェブサイト上にて連載されていたが、2006年秋に富士見書房『月刊ドラゴンエイジ』誌上にて連載を行うこととなり、同年11月9日発売の12月号から2011年11月号まで連載された。単行本は全11集刊行。なお、WEB掲載分は第13話まで発表されたが、連載開始にあたり第10話までが単行本第1集に収録され、第11話・第12話・第13話は「封印中」として公開停止された。第2集以降は『月刊ドラゴンエイジ』連載開始以降分が収録されている。
2008年にはドラマCD化もされている。

## ストーリー
幸村 叶（ゆきむら かなう）9歳。ある日彼女は「彼岸荘」というアパートを訪ねてくる。今まで一度も会ったことの無い父親に会うために……。しかしようやく父親との対面を果たしたその時、彼女は驚愕する。なんと!彼女の父、守崎耕太（もりさき こうた）は筋金入りのオタクだったのだ!!「彼岸荘」の愉快な住人たちを巻き込み、耕太と叶はちょっぴり奇妙な親子生活をスタートさせる。はたして2人の間に親子の絆は生まれるのだろうか!?

## 登場人物

### 主要人物
※ 担当声優はドラマCD版のもの。
幸村叶（ゆきむら かなう）
声：阿澄佳奈
守崎耕太と幸村望との間に生まれた女の子。9歳。物心ついた時から母親と二人暮らしだったため、今まで父親の顔は写真でしか知らなかった。母親が借金取りに追われたために一緒に暮らすのが困難になってしまい、父親である耕太を頼って「彼岸荘」を訪れた。最初はオタクである父親に戸惑っていたが、耕太の優しさに触れ、徐々に心を開くようになる。耕太と望が高校時代に一緒に撮った写真をいつも大切にしている。性格は純粋無垢で、ご飯も作れるほどしっかり者だが、素直すぎ、他人の意見に影響されやすい。WEB版では耕太と望がキスしたことが原因で自分が生まれたのだと思っていたが、雑誌連載版ではその設定はなくなっている。耕太がオタクグッズを買ったり、それを見て喜んだりするところを見ると怒り出し、「変態、スケベ」などの言葉が飛び出す。耕太と望が正式に籍を入れていないことを知らないため、いずれは親子3人で暮らせるものと思っていたが、第31話にて望から真意を聞き、耕太との時間が残り少ないことを知って思い悩む。
守崎耕太（もりさき こうた）
声：鳥海浩輔
叶の父親。26歳。ひょんなことから叶を引き取ることになった。高校2年の春、後に叶の母親となる幸村望から逆レイプを受けた経験があり、この時に望は叶を身ごもった。しかし望はその後すぐに姿をくらましたため、自分に娘が出来ていたことを全く知らなかった。高校まではあまり良い思い出こそ無かったものの、真面目な学生だったようであり、人柄の良さは管理人からも認められている。筋金入りのオタクで、部屋はオタクグッズであふれている。突然大きな娘が現れ動揺を隠せず、最初は的外れなことばかり言っては叶をよく傷つけたが、時間が経つにつれ良き父親になっていく。また、叶がオタクになることは望んでいない。普段はクレアラシル☆森羅という漫画家のもとでアシスタントの仕事をしている。オタクだけでなく人形愛好家でもあり、自分の人形に「桜子」と名づけ、叶よりも高い服を着せており、このとき叶は人形への劣等感とジェラシーで怒りが頂点に達して親子ゲンカに発展した。経緯は不明だが、両親に実家を追い出されてしまい、森羅先生の進めで彼岸荘に住むことになったらしい。子持ちでありながら、女性と手をつないだ事も無ければ、デート経験も無しというある意味凄い経歴の持ち主。
幸村望（ゆきむら のぞみ）
声：阿澄佳奈
叶の母親で、この物語の発端とも言うべき人物。これまでは本編では回想シーンや、手紙でしか登場していなかったが、第28話にて本編に登場する。現在は借金を返済するため、海女、マタギ、掃除婦、仲居など色々な仕事をしている。このような状況にもかかわらず、手紙で耕太に「木村拓哉のドラマ録画しといて」など言ったりしていることから、かなり呑気な性格。叶が幼い頃に高校時代の2人の写真を見つけたとき、叶が「パパに会いたい」と言っても「ママが会いたくない」という理由で拒否していた。その気持ちは今も続いており、借金を完済した暁には叶を連れ戻し、再び2人(?)で暮らすつもりでいる。耕太と叶がうまくやっていけているか心配なため、密かに千尋と連絡を取り合っている。

### 彼岸荘の住人
麻生妙子（あそう たえこ）
声：島本須美
「彼岸荘」を管理し、住人たちからは「管理人さん」と呼ばれ慕われているが、実際は祖父から彼岸荘を受け継いだ「大家」である。かなりのしっかり者で毎朝住人全員の朝食を作っている。現役高校生なのだが容姿はかなり大人っぽく、叶が妙子の制服姿を見たときコスプレと言われたらあっさり信じるほどで、同級生からはマダムと呼ばれている。耕太は登校時間は寝ているため第14話まで高校生だったことを知らず、年齢も自分より年上の28歳くらいだと思っていた。スタイルもかなり良く遥からは熟女ボディと言われている。管理人たるもの住人のことを知っておかなければならない」と思っているらしく、オタク言語や知識を勉強している。ドラマCDのCMにて日本一有名な管理人さんと同じ声だったため、耕太に「本物連れて来ちゃったー!!」と言われていた。
新田千尋（にった ちひろ）
声：間島淳司
「彼岸荘」201号室の住人。通称・にっち。耕太の高校時代からの先輩で、望がいなくなったことで傷心中だった耕太を3日間監禁し、『同級生2』をオールクリアさせ、耕太をオタク色に染め上げた張本人である。叶の母親である幸村望とは幼馴染の間柄で、付き合いは耕太よりも長く、望に耕太を紹介したのも彼である。真性のロリコンであり、叶の天敵である。初めて叶を見たとき「ろりっこー!!」と叫び、本気で持ち帰ろうとして耕太に窓から落とされた。無職ゆえによく昼飯を耕太に奢らせたりしているが、耕太が娘絡みで悩んでるときにはさり気無くアドバイスをしてあげたりする場面があるなど、根はいい人物。甘い物が切れてしまうと少女への欲求が抑えきれないという特性を持っており、彼岸荘で甘いお菓子が出るのもにっちの欲求を抑えるためであり、糖分が多ければ多いほど効果が増すようで、本来の糖分50%増しのあんパンを食べた時は表情と人格までもが変わってしまった。「非公式 ☆かなうたんファンサイト☆」という自身のサイトを立ち上げており、叶はパソコンの授業で自分の名前で検索をかけた際にこのサイトを発見してしまった。住人には内緒で彼岸荘の屋根裏部屋を自分専用の部屋に改造しており、真美から叶を隠す際、千尋は叶をこの部屋に引きずり込んだ。
森田宗助（もりた そうすけ）
声：大川透
「彼岸荘」101 - 103号室の住人。通称・先生。住人の中でもっとも長く彼岸荘に住んでいる人物。耕太は最初、叶は彼の娘だと思っていた。正体を知らない人の前では彼もクレアラシル☆森羅のアシスタントの一人ということになっているが、実は彼自身がクレアラシル☆森羅である。年齢は38歳だが、未だ童貞。世界中の少女の幸せが自身の望みらしく、その言葉を誤解した叶は即座にドン引きした。若い頃から『うる星やつら』が好きで、現在もコミケで同人誌を販売しており、自らラムのコスプレをして売り子をしている。耕太と叶はその姿を見て、あまりのインパクトにすぐさま逃げ出してしまった。彼岸荘を一刻館のようにする野望を持っており、同じくオタクである耕太、千尋、遥、長門の4人も賛成している。小説版においてはアーミーマニアであることも判明している。
有坂遥（ありさか はるか）
声：嶋村侑
「彼岸荘」205号室の住人。人を盾にしないと他人と話すことが出来ないという変わった特性を持っている。年齢は17歳で高校生。かつては長期欠席の身であり、妙子の悩みの種になっていたが、コミケでの姉の陵との一件以降、学業に復帰する。「ハルハル亭」という同人サークルで、ハルルンというペンネームを用いて漫画を描いている。彼女も耕太同様、クレアラシル☆森羅のアシスタントの一人であったが、学業復帰後はアシスタントを辞めている。耕太とは馬が合わず、しょっちゅういがみ合う仲であったが、耕太が叶と共に暮らすようになってから耕太自身が変わってきていることに気づき、内心では耕太のことを認めてきている。コミケで自分の作品を否定されて以来、自分と対照的な姉にコンプレックスを抱き、姉を真似た言動をとっていた。高校でも妙子以外に友人がおらず、小学生の叶よりも胸が小さいことから、身体測定をきっかけに不登校となってしまう。学業復帰後は陵を真似た髪形を止め、今までのイメージを一新させるが、耕太に「ツンデレキャラっぽい」と言われてしまった。
長門司（ながと つかさ）
「彼岸荘」203号室の住人。その存在感の無さから、他の住人たちと仲良くしたいのにいつも周りに気づいてもらえない可哀相な人物。それゆえ、住人1人1人とちゃんと顔を合わせたことすらなく、遥には「その人ホントにここに住んでるの?」とまで言われている。いつもマント的な布で体を隠しているため顔が見えず、叶が長門とぶつかった時、「誰!?こんなところに布っ切れ置いたのー!?」と言われてしまった。
ソーイチローさん（そーいちろー）
叶が彼岸荘の裏の空き地から捨てられていたのを拾ってきた子犬。先生の野望の為もあって、妙子を除き、叶も含めた満場一致で「ソーイチロー」という名前に決定した。今や彼岸荘のマスコット的存在であるが、後にメスということが判明する。

### 叶の同級生
田村知美（たむら ともみ）
声:こやまきみこ
叶が通う小学校の同級生で、新しい小学校で叶が初めて友達になった人物。クレアラシル☆森羅の代表作「ニキビな魔法」の大ファンであり、普段はわりとおとなしい感じだが、「ニキビな魔法」の話になると俄然目が輝き出し、しゃべり続ける。彼岸荘の住人にクレアラシル☆森羅がいることを知っており、住民の中の誰がクレアラシル☆森羅であるのかが気になっている。その好きさ故にニキビの続きが気になってしょうがなかった際、森羅先生の部屋に忍び込み原稿を盗み見てしまったことがある。自分と同じ腐女子である遥を尊敬し、「お姉さま」と呼んでいる。
香川リコ（かがわ リコ）
知美同様に叶の同級生であり、同じクラスの女の子。学校ではいつも叶、知美と行動を共にしている。知美とは逆に活発で元気な性格であり、叶のことを「叶っち」と呼んでいる。高校生の姉がいる。
御園麗華（みその れいか）
声:松岡由貴
叶の通う小学校の同級生。見るからにお嬢様という風貌で、いつも取り巻きを連れている。父親は衆議院議員の御園晴人で、母親は女優の御園京華。知美を「オタク」と呼んでバカにしている。プライドの高い性格であり、その性格は母親譲りらしい。

### 耕太の身内
北村真美（きたむら まみ）
耕太の妹であるが、結婚により姓が変わっているために「守崎」は旧姓となっており、現在は夫・健也の北村姓を名乗っている。彼岸荘の人たちと面識がある。耕太の機転で叶の存在を隠されるが、真実を知っても驚きも怒りもせず、叶を姪っ子として受け入れた。初登場時は妊娠5ヶ月であったが、第36話にて第一子が誕生。モデルの仕事をしており、独身時代は「MAMI」という名で活動していたが、麗華の母親である御園京華に意見した事が原因で現場を干されていたらしい。京華とは異常なほど仲が悪い。耕太と真美の両親は現在田舎で暮らしているため、そのまま健也と共に実家で暮らしている。耕太はアパートの部屋に入りきらなくなったフィギュアを真美の家に送っているが、真美はすぐさま処分しているので当然耕太はそのことに気づいていない。
北村健也（きたむら けんや）
真美の夫であり、耕太の義理の弟にあたる。叶の存在を隠している耕太に対し真美が女物のお茶碗や歯ブラシがある事を追求しているところを見て、耕太に彼女がいるものと勘違いしていたが、直後に真美に全否定された。誠実な性格であるが、その性格の為に真美に大半の事について主導権を握られている。第一子誕生の際は沖縄に出張中であったため、出産に立ち会うことは叶わなかった。

### 過去編に登場した人物
麻生城太郎（あそう じょうたろう）
妙子の祖父にして、彼岸荘の大家であった人物。年齢は90近いとのことだが、かなりのマッチョ体型である（本人曰く、本物の鉛玉を食らっても怪我一つしない自信があるとのこと）。若い頃は自分の会社を一代で築き上げ、仕事一筋の人間であったとのことだが、隠居した後は宗助の持っていたアニメビデオに興味を持ち、彼岸荘の自分の部屋にアニメのビデオやLDを保管するほどの完全なオタクジジィと化し、週に2 - 3回集まっては宗助や千尋と共にアニメ談義をしていた。過去に宗助が妙子にプレゼントしたエプロンも彼が特注したもので、宗助のトレードマークである作務衣も元は城太郎が着用していたもの。息子や娘が大勢いるため、孫が何人いるかも忘れてしまったとのことだが、妙子だけは溺愛していた。ある日突然、急性の心筋梗塞にてこの世を去ってしまう。死の直前に彼岸荘の権利を妙子に譲る遺言状を遺していた。
麻生満（あそう みつる）
城太郎の息子にして、麻生家の長男。城太郎の葬儀の際には遺産の分配や妙子を誰が引き取るかなどの話しかせず、とても誠実とは言えない人物だったが、妙子や公子を不幸にしてしまった原因が自分達にあることに心の奥底では責任を感じていた。そのこともあって、弟の剛史に彼岸荘を奪われそうになった時には、妙子と彼岸荘を救う術を宗助に助言する。
麻生茜（あそう あかね）
麻生家の長女。満同様に彼岸荘が狙われたとき、妙子と公子を匿う形で全面的に協力していた。
麻生剛史（あそう たけし）
麻生家の次男。会社経営が上手く行かずサラ金から金を借りており、借金返済のアテに彼岸荘の権利を狙い、「妙子の親権を公子から奪う」という形で彼岸荘の権利を得ようと画策する。
タケさん
城太郎のサバゲ仲間。城太郎とは昔からの知り合いで、逝く時も共にと誓った仲だったとのこと。それ故、城太郎の死はとても嘆き悲しんでいた。素顔も職業も明らかにならなかったが、城太郎の葬儀の際、御園晴人が付き添っていた。

### その他の人物
御園晴人（みその はると）
麗華の父親。衆議院議員。誠実な性格に端整なルックスで、非の打ち所の無い人間。多忙な日々の中にあっても娘の為に父兄参観に参列し、休暇を取ったりするなど家族サービスも怠らない人物であるが、家の中では下着一枚でいるというだらしない一面もある。穏やかな性格で、対照的な性格である妻の京華には若干頭が上がらないようである。服装のセンスもあまり良くないらしく、外出着はいつも京華の選んだ服を着用している。月に1回は麗華を趣味のゴルフに誘っているらしいが、麗華自身はあまりゴルフが好きではない。しかし父親との時間を大切にしたいため、しぶしぶ付き合っている。
婿養子という設定。
御園京華（みその きょうか）
麗華の母親。女優であり、彼女を知らない者はいない程の有名人である。世間知らずな面があり、思ったことをはっきり言うタイプである。自身のブランドを持っているらしく、ファッションセンスは確かなのだが高額な買い物しかしたことがなく、耕太たちと一般的な服屋に行った時には、その価格の安さに驚きを隠せなかった。真美とは因縁があるらしく、非常に仲が悪い。真美からは「いけ好かないオバサン」と言われている。
香川リカ（かがわ リカ）
リコの姉。妙子の同級生であり、叶・知美・リコ・妙子とともにプールに遊びに行った際に偶然遭遇した千尋に一目惚れしてしまう。千尋からは「10代には興味が無い」と言われてしまうが、千尋がロリコンであるとは知らないリカは、「千尋は大人の女性にしか興味がない」と勘違いしてしまう。学校での胸囲測定の際、妙子と遥の結果を大声で読み上げてしまい、遥の登校拒否の一因を作ってしまった。その為に遥とは関係がギクシャクしていたが、あることがきっかけで妙子と並ぶほどに仲良くなる。
まるちち
「コミックマンケット」にて、遥のサークルの隣のサークルで本を販売していた人物。サークル名は「まんまる一家」。「まるちち」はペンネームであり、本名は不明。関西弁を喋る。耕太と同様に幼い娘がおり、お互いオタクパパということもあって、耕太を「仲間」と称した。妻とはコミケで知り合ったらしく、自分にベタ惚れとのこと。妻が本作において一番の美人という作者公式設定がある。娘には生まれる前から胎教にアニメソングを聞かせたりと英才教育を施していたらしい。コミケ会場での叶との喧嘩が原因で傷心中の耕太を励ましたりもした。自身の携帯に着けているストラップは、『らき☆すた』の主人公泉こなた。
小谷世莉緒（こたに せりお）
まるちちの娘。コミケには何回も来ているらしく、コミケに対する知識も豊富であり、叶とメールアドレスを交換するほど仲良くなる。クールで面倒見のいい性格。名前の元ネタはエロゲーキャラで、幼少時からオタクの父親を見て育っており、叶のようなオタクに対する拒絶感はあまり無いものの、若干諦めている感もあり、父親がバカをやらかした時には引っぱたくこともあるらしい。初めて買った同人誌を今も大切に持ち歩いており、このことが後にある人物の運命を大きく変えることとなる。
有坂陵（ありさか りょう）
遥の姉。「コミケの女王」と呼ばれており、参加サークル3万人の頂点に立ち、日に捌く本は2万を超えている。ペンネームは「久遠寺みつね（くおんじ みつね）」。髪型が遥と酷似している、というよりも遥が彼女の真似をしている。学校にも行かず、自分の作風を元にした同人誌ばかりを売っている遥の言動に限界を感じ、家に連れ戻し、別の高校に編入させようとするが、彼岸荘の住人の制止と遥の決意の固さを知り、思い留まる。遥が初めて描いた同人誌が1冊しか売れなかったことを笑い馬鹿にしていたが、内心では陵自身その本を気に入っており、遥のことを認めていた。
麻生公子（あそう きみこ）
妙子の母親にて、千尋曰く「妙子を捨てた親」。城太郎とその愛人から生まれた。愛人が姿をくらませたため麻生家に引き取られるが、麻生家の家では味方は一人もおらず、悲惨な家庭環境にて育ったため、いつしか愛情そのものを拒絶するようになる。高校卒業後に家を出て、その過程で妙子を身ごもった。人付き合いが薄っぺらいため色んな男性と関係を持っているが、その反面自分の心に介入するものを決して許さず、その牙は妙子にも向けられ、虐待の前科もあった（そのため妙子は城太郎に預けられていた）。城太郎の死後は妙子を引き取るどころか「彼岸荘で1人で暮らせ」と言い放つが、その後も彼岸荘にはちょくちょく顔を出しており、彼岸荘を奪われそうになったときも妙子を守ろうと奔走していた。とても高校生の娘がいるとは思えないほどの幼い容姿をしており、妙子と並ぶと立場が逆転するほどである。登場するたびコスプレ衣装が変わる。

## 書誌情報

### 単行本
1. 第一集 2006年12月1日初版 ISBN 4-04-712473-7
2. 第二集 2007年6月9日初版 ISBN 978-4-04-712498-1
3. 第三集 2007年11月9日初版 ISBN 978-4-04-712518-6 - 第三集の帯には『らき☆すた』の作者美水かがみにより応援のコメントが書かれた。
4. 第四集 2008年5月9日初版 ISBN 978-4-04-712549-0
5. 第五集 2008年11月8日初版 ISBN 978-4-04-712574-2
6. 第六集 2009年6月9日初版 ISBN 978-4-04-712607-7
7. 第七集 2009年11月9日初版 ISBN 978-4-04-712633-6
8. 第八集 2010年5月8日初版 ISBN 978-4-04-712665-7 - 帯には『エマ』『乙嫁語り』の作者森薫によるイラストが描かれ、応援のコメントが添えられた。
9. 第九集 2010年12月9日初版 ISBN 978-4-04-712702-9
10. 第十集 2011年5月6日初版 ISBN 978-4-04-712726-5
11. 第十一集 2011年12月9日初版 ISBN 978-4-04-712764-7

### ノベライズ
- おたくの娘さん 小説集 2008年11月8日初版 ISBN 978-4-04-712579-7
  - 3本のオリジナルストーリーを収録。本編第29話にて叶がこのストーリーの出来事を夏休みの宿題の絵日記に書いていたため、叶が夏休み中だった第21話から第27話のサイドストーリーに該当する。

## ドラマCD
1. ドラマCD「おたくの娘さん」第1巻（グッズトレイン、2008年6月27日）
2. ドラマCD「おたくの娘さん」第2巻（グッズトレイン、2008年9月26日）

## 出張版
富士見書房の単行本の折り込み広告『ぷちえいじ』内に『おたくの娘さん 出張版』として、その月のトピックとなる作品を親子の会話形式で宣伝している4コマ漫画が掲載されている。その後、ゲーマーズの無料配布誌『フロムゲーマーズ』にも『ぷちえいじ』とは異なる描き下ろしが掲載された。

## ゲスト出演
ホラーアドベンチャーゲーム「コープスパーティー」（Windows版・PSP版）には、「とおのべ小学校 4年3組 幸村叶」の名札が登場する。「おたくの娘さん 小説集」には叶が「コープスパーティー」をプレイしているシーンがあり、公式なタイアップとなっている。

## 関連作品
- おたくのトライアングル
  - 最終話に出てきた双子と単行本のBONUS TRACKに出てきた子供が中学生まで成長した世界での話。後日談とも言える内容で「おたくの娘さん」に出ていたキャラも数人登場する。最終巻発売直後の2011年冬コミケ（C81）で、作者本人による同人誌として発売された。2014年には作者のpixivアカウントで無料公開された。

- 和太鼓†ガールズ（全2巻）
  - 最終話から4年後、叶の同級生だった「御園麗華」が生徒会長を務める学校での話。世界観は同じだが「おたくの娘さん」とは、ほぼ無関係な内容になっている。